# Chef de daïra
Le chef de daïra est, en Algérie, un haut fonctionnaire placé sous l'autorité d'un wali. Il représente l'État dans la daïra. 

## Fonctions
Les chefs de daïras assistent les walis dans l'accomplissement de leur mission. À ce titre, ils sont délégués du wali dans leurs attributions. 
Le chef de daïra représente l'État dans la daïra et assure localement les missions de sécurité, de mise en œuvre des politiques publiques, d'ingénierie de développement territorial, de conseil aux collectivités et d'animation des services déconcentrés de sa circonscription administrative.